# Tammiluoto, Åbo
Tammiluoto är en holme i Finland. Den ligger i kommunen Åbo i den ekonomiska regionen  Åbo ekonomiska region  och landskapet Egentliga Finland, i den sydvästra delen av landet, 160 km väster om huvudstaden Helsingfors.
Tammiluoto sitter ihop med Vepsarn genom ett smalt sandrev.